# كفر سنجلف القديم
كفر سنجلف القديم إحدى قرى مركز الباجور التابع لمحافظة المنوفية بجمهورية مصر العربية، تحدها قرى بي العرب وسنجلف وترعة الباجورية.

## السكان
بلغ عدد سكان كفر سنجلف القديم 2,164 نسمة، حسب الإحصاء الرسمي لعام 2006.